# Castello di Takasaki
Il castello di Takasaki (高崎城?, Takasaki-jō) è un castello giapponese situato a Takasaki, nella prefettura di Gunma, Giappone.

## Storia

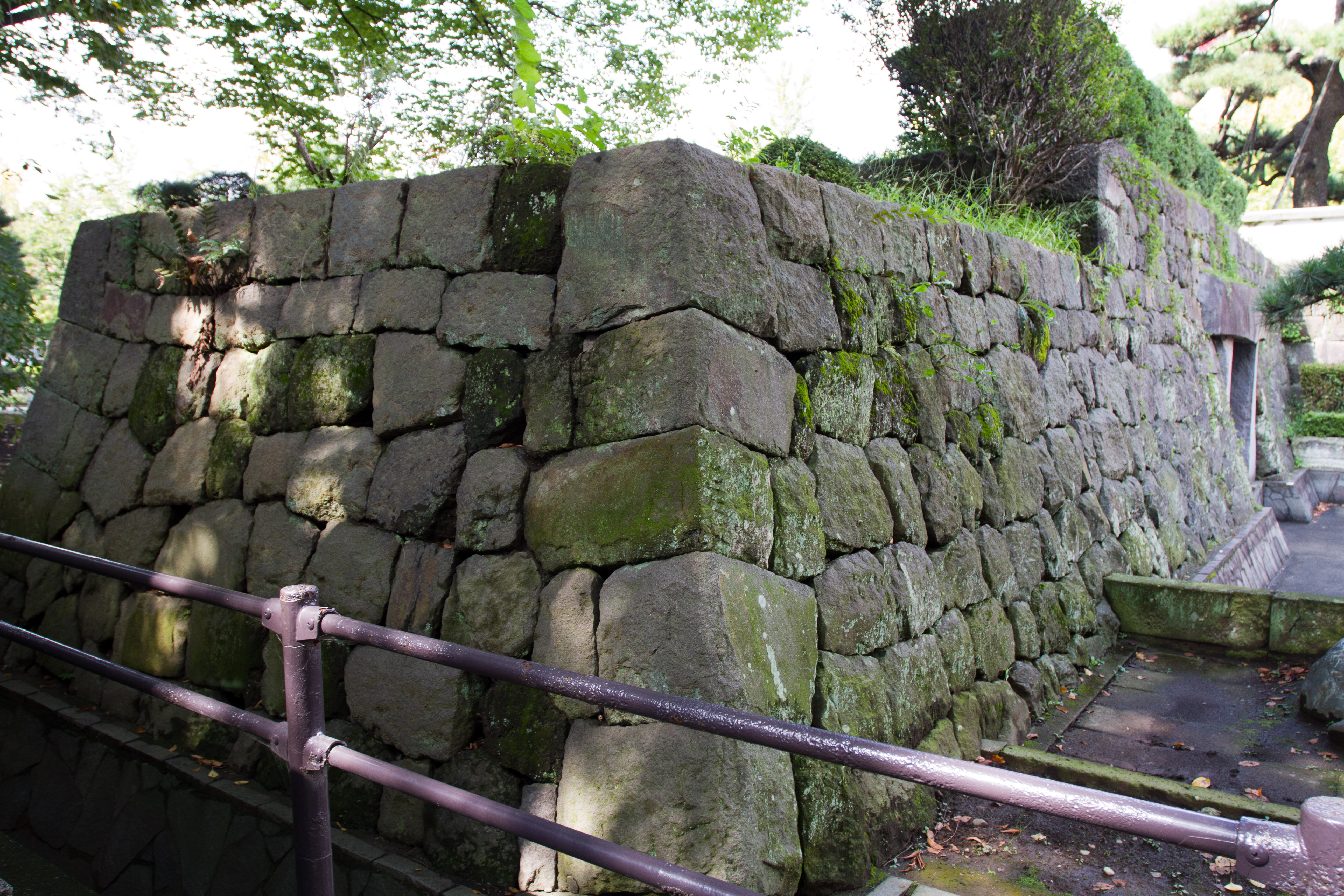
Mura del castello di Takasaki

Il castello di Takasaki trae origine da quello precedente di Wada, costruito per volontà di Wada Yoshinobu nel 1428. Dopo la caduta degli Hōjō nel 1590, il castello venne distrutto.
Tokugawa Ieyasu ordinò a Ii Naomasa, signore del castello di Minowa, di ricostruire un castello nell'area di quello precedente di Wada dato che esso si trovava in una posizione strategica. Ii Naomasa rinominò la località Takasaki.
Tre anni dopo Ii Naomasa venne inviato ad Hinoki, ove fece costruire l'omonimo castello.
A partire da Ando Shigenobu, dal 1619, il castello venne sottoposto a 77 anni di continue ricostruzioni e modifiche. Durante l'era Meiji fu destinato ad usi governativi e militari, e ciononostante l'edificio subì degli abbattimenti ed in parte ceduto. Alcune parti, come la porta orientale e l'Inui Yagura sono originali ma spostate rispetto alla posizione originale.

## Accesso
Il castello si trova a 15 minuti di cammino dalla stazione di Takasaki, che serve le seguenti linee:
 JR East
 Jōetsu Shinkansen
 Hokuriku Shinkansen
■ Linea Takasaki (inclusa ■ Linea Shōnan-Shinjuku)
■ Linea Hachikō
■ Linea Jōetsu
■ Linea Ryōmō
■ Linea Agatsuma
■ Linea principale Shin'etsu
Ferrovie Jōshin
■ Linea Jōshin